# Slow the Rain
Slow the Rain è il primo album autoprodotto della cantante Ingrid Michaelson.

## Tracce
Tutti i brani sono scritti e composti da Ingrid Michaelson fatta eccezione per I'll See You in My Dreams
1. Let Go
2. Around You
3. Charlie
4. Porcelain Fists
5. Morning Lullabies
6. Empty Bottle
7. Mosquito
8. A Bird's Song
9. I'll See You in My Dreams